# 萊克格羅夫鎮區 (明尼蘇達州馬諾門縣)
萊克格羅夫鎮區（英語：Lake Grove Township）是位於美國明尼蘇達州馬諾門縣的一個行政鎮區。

## 地方資料
萊克格羅夫鎮區的面積為94.22平方千米，當中陸地面積為91.04平方千米，而水域面積為3.04平方千米。根據2020年美國人口普查的數據，當地共有人口171人，而人口密度為每平方千米1.81人。